# Мы и они (телесериал)
«Мы и они» (англ. Us & Them) — американский телесериал, премьера которого планировалась на Fox в 2014 году 8 мая 2013 года, телеканал разместил заказ на 13 эпизодов новой комедии. «Мы и они» основан на британском телесериале «Гэвин и Стейси», созданный Джеймсом Корденом и Рут Джонс. Адаптацией сериала для американского телевидения занялся Дэвид Джей Росэн. 11 октября 2013 года было объявлено о сокращении количества ранее заказанных эпизодов до семи. 10 июня было объявлено, что снятые эпизоды никогда не выйдут в эфир, таким образом делая сериал закрытым до премьеры.

## Сюжет
После длительного, шестимесячного онлайн-романа, Гэвин, который проживает в Нью-Йорке, и Стейси, которая живёт в Пенсильвании, решают встретиться лично. Их безумные семьи и друзья постоянно вмешиваются в их личную жизнь, поэтому сохранить отношения становится намного сложнее, чем жить как раньше в разных штатах.

## В ролях
- Джейсон Риттер в роли Гэвина[8]
- Алексис Бледел в роли Стейси[8]
- Эшли Эткинсон в роли Нессы, лучшей подруги Стейси[8]
- Майкл Йен Блэк в роли Брайана, дяди Стейси[8]
- Дастин Ибарра в роли Криса Арчилетти
- Качмарек, Джейн в роли Пэм
- Фуллер, Курт в роли Мишель
- Керри Кенни-Сильвер в роли Гвен
- Аасиф Мандви в роли Дэвида Коачеса, бывший парень Нессы, работающий охранником группы Dave Matthews Band[8]